# Гельфанд, Владимир Израилевич
Владимир Израилевич Гельфанд (англ. Vladimir I. Gelfand; род. 1948, Москва) — советский и американский цитолог, молекулярный биолог и биохимик. Доктор биологических наук (1984).
Сын математиков Израиля Моисеевича Гельфанда и Зори Яковлевны Шапиро.
Выпускник механико-математического факультета МГУ. Кандидат биологических наук (1975). До 1991 года — заведующий лабораторией клеточного транспорта Института биоорганической химии имени А. Н. Белозерского МГУ.
С 1991 года — в США, с 1993 года — в Иллинойсском университете (Champaign-Urbana), с 2004 года — профессор клеточной и молекулярной биологии в Северо-Западном университете в Чикаго, директор лаборатории внутриклеточного транспорта.
Автор работ по внутриклеточному транспорту органелл, энергетическим процессам в митохондриях и другим вопросам цитологии. Индекс Хирша 61 (июнь 2023).

## Семья
- Сын — Эли (Илья) Гельфанд (Eli V. Gelfand, род. 1975), кардиолог в медицинской школе Гарвардского университета, автор научных работ в области клинической кардиологии (эхокардиографии, магнитно-резонансной ангиографии и др.), в том числе монографии «Лечение прогрессирующей стенокардии и инфаркта миокарда» (2009)[7].
- Дочь — Мария Гельфанд (Maria V. Gelfand, род. 1984), научный сотрудник в Отделении нейробиологии медицинской школы Гарвардского университета, автор работ по молекулярной и нейробиологии.
- Брат — математик Сергей Израилевич Гельфанд, племянник — биоинформатик Михаил Гельфанд.